# ドメニコ・ベッカフーミ
ドメニコ・ディ・パーチェ・ベッカフーミ（Domenico di Pace Beccafumi, 1486年 - 1551年5月18日）は、ルネサンス・マニエリスム期のイタリアの画家。主にシエナで活動した。純粋なシエナ派の最後の代表者の一人と考えられている。

## 生涯
ドメニコはシエナ近郊のモンタペルティで生まれた。父親のジャコモ・ディ・パーチェは農民で、ロレンツォ・ベッカフーミの所有地で働いていた。ロレンツォはドメニコの絵の才能を認め、保護者となり、名字を使うことを許した。それからドメニコはシエナのしがない画家マルチェロのところに預けられ、絵を学んだ。
1509年、ベッカフーミはローマに旅したが、すぐにシエナに戻った。ドメニコとおおよそ同世代の2人のシエナ人画家（ソドマとペルッツィ）がローマへの進出で、ウンブリア画派＝フィレンツェ派の古典様式の要素に染まったのに対して、ベッカフーミはシエナ派の伝統的様式を頑なに守り続けた。シエナでの彼の仕事は、教会のための宗教画やパトロンのための神話を扱った装飾だった。そこには、当時圧倒的だったフィレンツェ派を真似たマニエリスム画家たちの影響も少しはあったが、それ以上に中世の風変わりさがあった。走馬燈のように去来する幻影、過度の感情的ディテール、霧がたちこめたような非＝線形、ざらざらした質感、そして、彼と古典的なローマの巨匠たちとを決定的に隔てる色の配合、などである。

## シエナ大聖堂の舗床

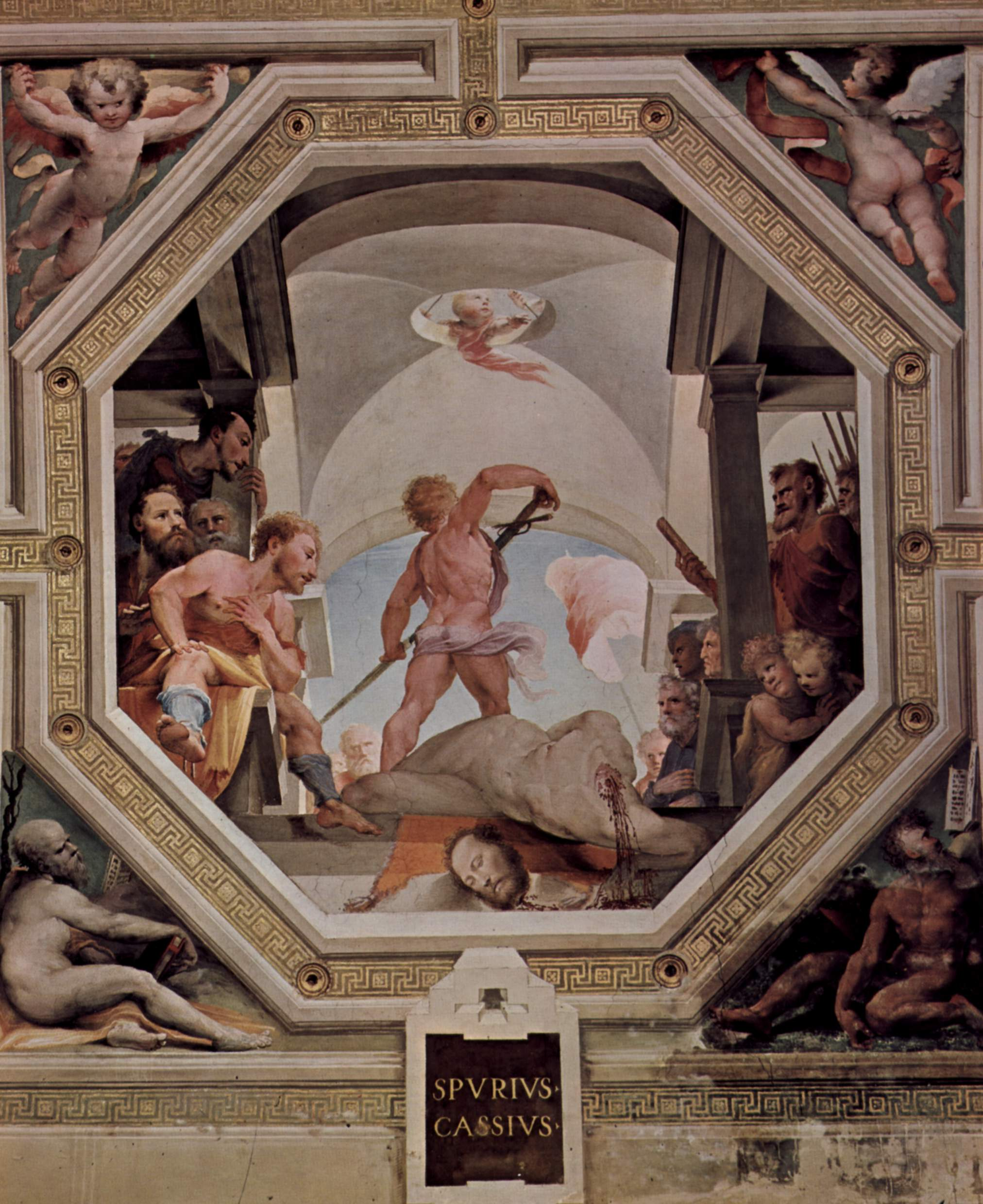
ドメニコ・ベッカフーミ『スプリウス・ カッシウスの打ち首』（1532年 - 1535年）フレスコ/シエナ絵画館

絵だけではなく、ベッカフーミはシエナ大聖堂の有名な舗床も手掛けた。この仕事には四半世紀を費やした（1517年〜1544年）。この舗床には指輪などに使われる「コメッソ」技法（宝石などをはりあわせる）を大がかりに用い、黒い輪郭をつけて彫られた白い大理石に、たくさんの色を用いた多様な模様を象眼した飾り縁がつけられた。そこに描かれた題材は、アハブとエリヤ、メルキゼデク、アブラハム、モーセといった挿話である。

## 評価と遺産
バランスが取れ、幾何学的で、自己自信に満ちたフレンツェ派と比較すると、ベッカフーミのシエナ派の様式は、不合理かつ感情的に不安定な世界に傾いている。建物はしばしば横に切断され、遠近感も歪んでいる。舞台は幻覚剤を服用して見た景色のようで、色は不調和である。たとえば、『キリスト降誕』（シエナ、サン・マルティーノ教会）では天使たちは建築上の輪を描きながら飛び回り、人物は荒廃した教会からの影から現れる。『受胎告知』では、聖母は昼も夕暮れもない世界に住んでいて、散らかった家の中で、聖母と天使ガブリエルだけが輝いている。異色な題材である『キリストの黄泉下り』（シエナ絵画館）では、黄泉に入る時のキリストの体がコントラポストに傾いている。S・J・フリードバーグは、ベッカフーミの描くぞくぞくする奇矯な人物たちを、フィレンツェ派のマニエリスム画家ロッソ・フィオレンティーノの描く人物たちと比較して、より「光学的で流動的」と批評した。どんな場面になるか予想しうる宗教的場面でありながら、劇にたとえれば、すべての役者は型破りの衣裳を着て、台詞まで忘れたかのようである。
中世イタリアでは、シエナ派はライバルであるフィレンツェ派と芸術的、経済的、政治的に張り合っていた。しかし、15世紀に起こった戦争や自然災害で、中世の奇跡信仰はルネサンスの現実にとって代わられた。そんなシエナ派芸術の最後にベッカフーミは位置している。

## ギャラリー

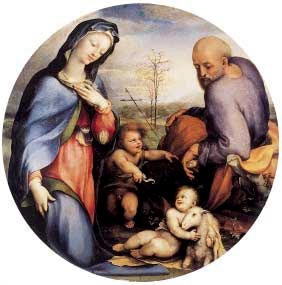
『聖家族と洗礼者聖ヨハネ』1521年-1522年頃 アルテ・ピナコテーク所蔵
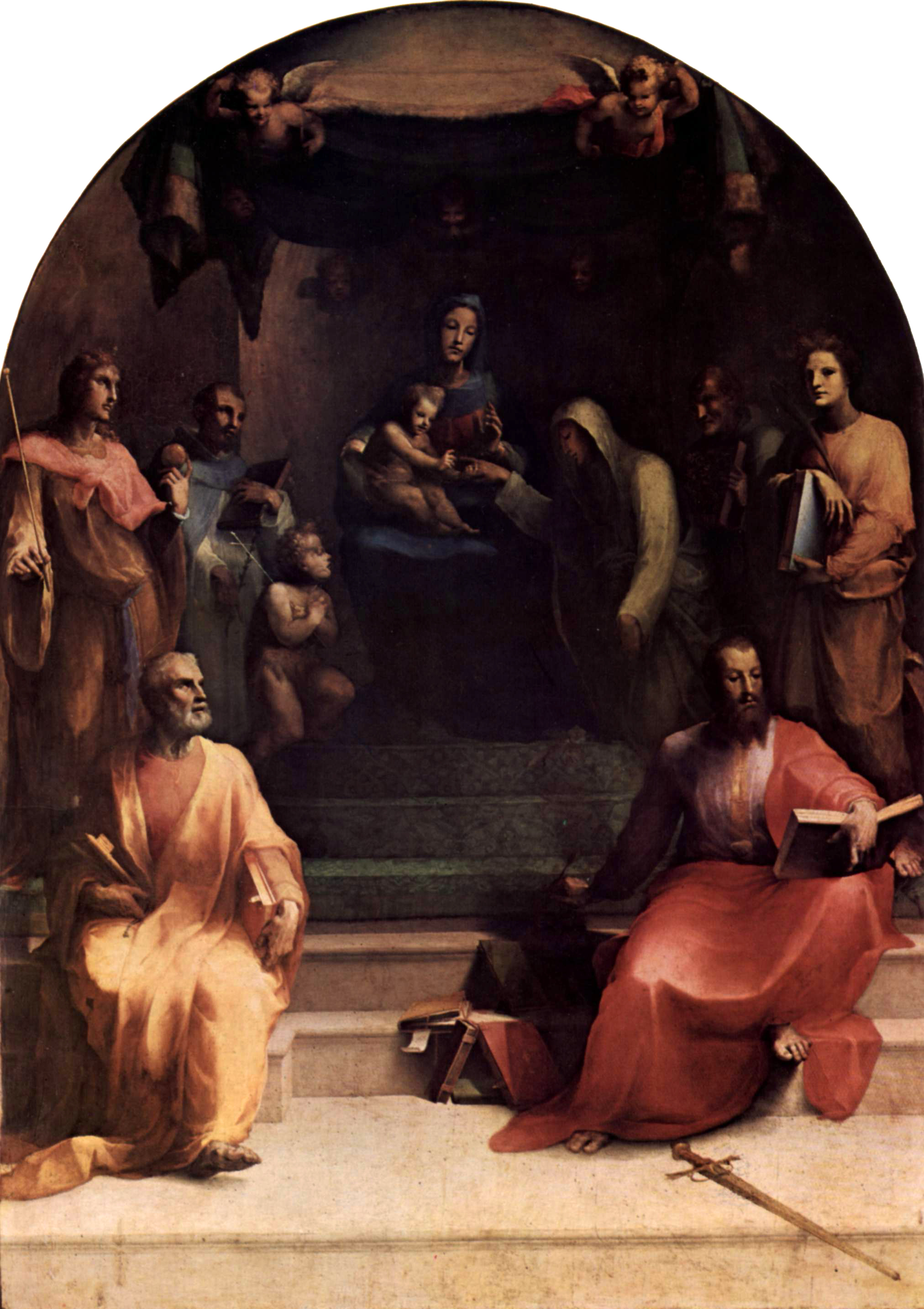
『聖カタリナの神秘の結婚』1528年 Palazzo Chigi-Saracini所蔵
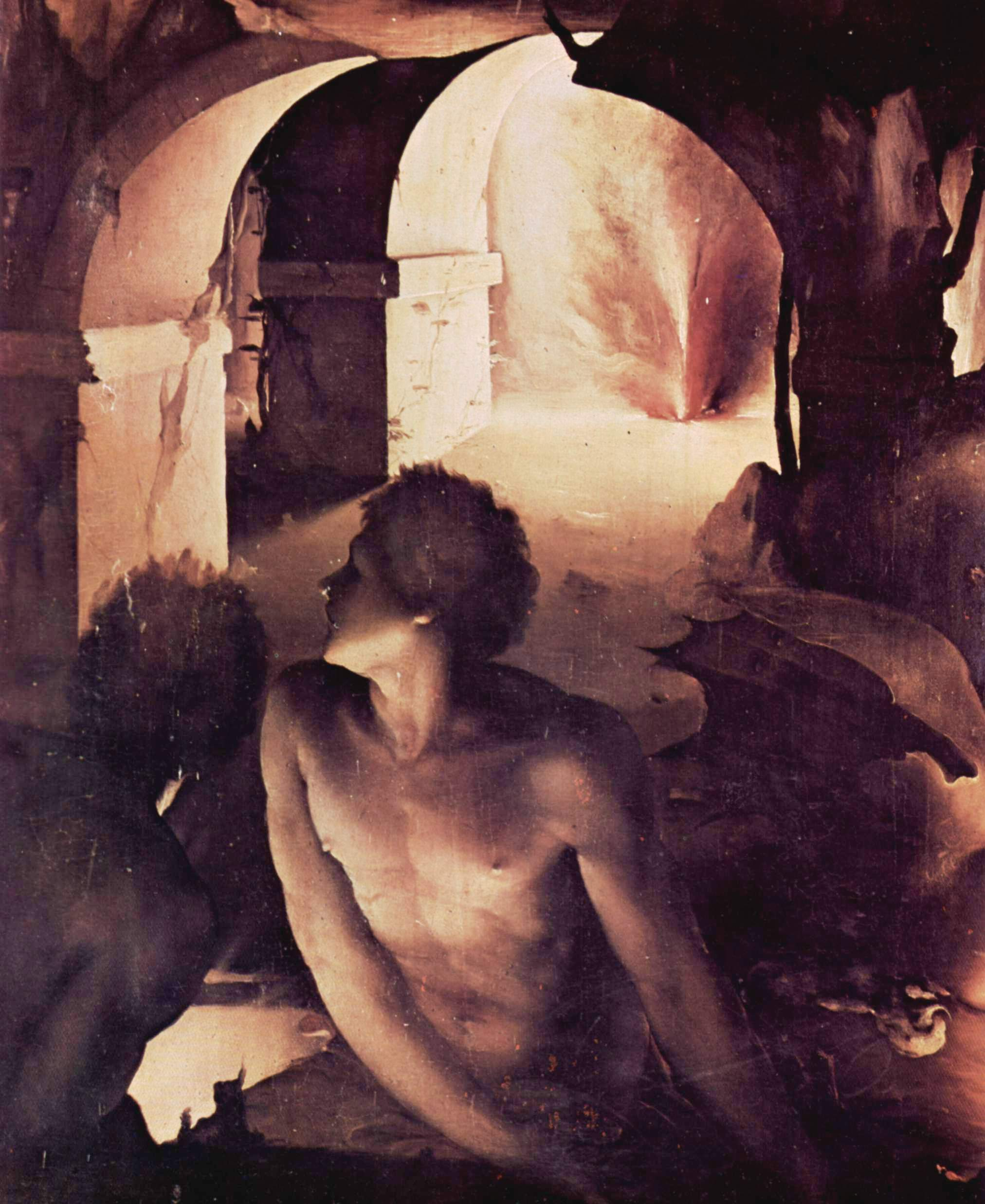
『叛逆天使の墜落（一部）:地獄』1526年-1530年頃 サン・ニコロ・アル・カルミネ教会（英語版）所蔵
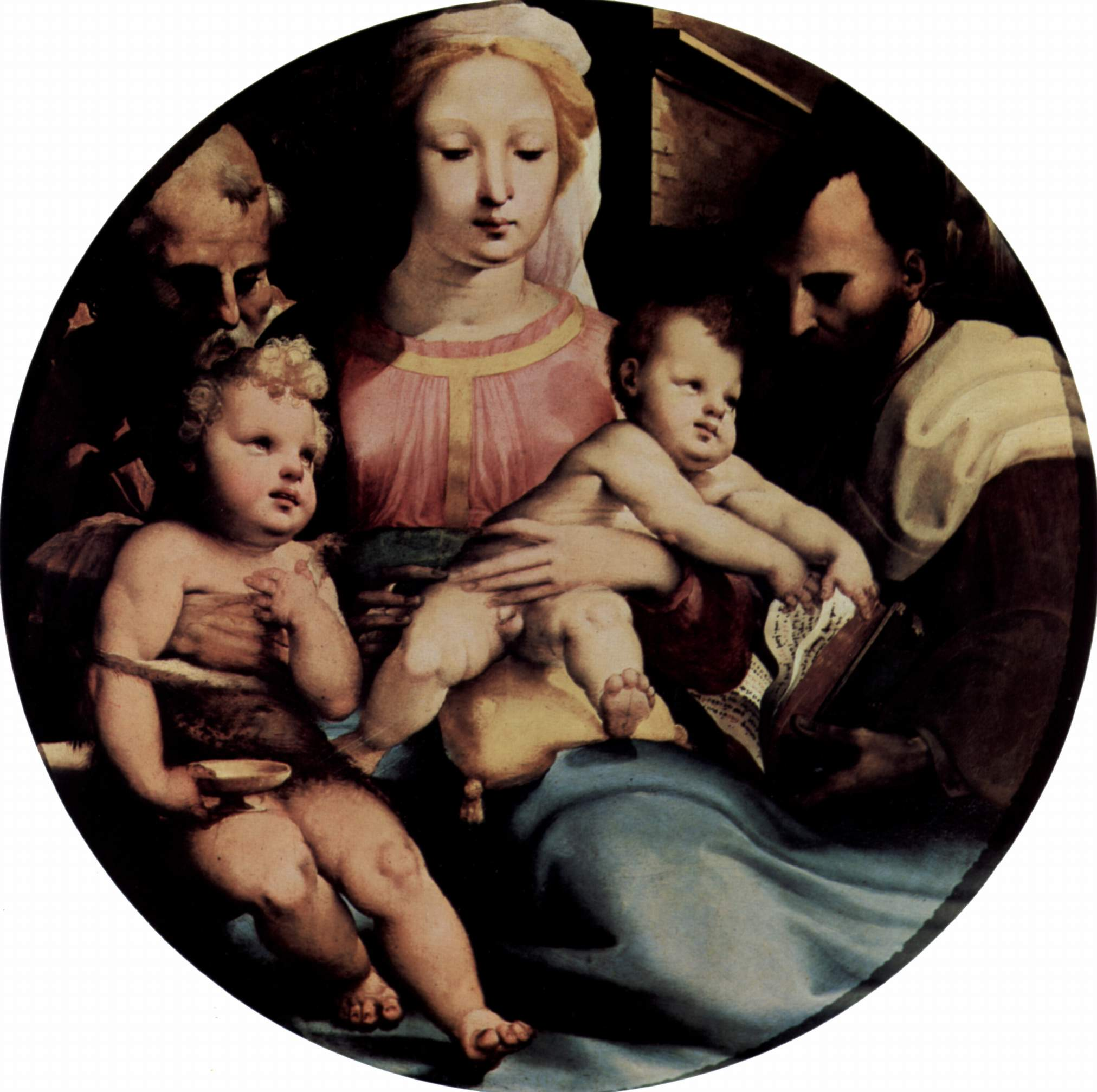
『聖ヨハネと聖家族』1530年-1535年頃 ホーン美術館所蔵
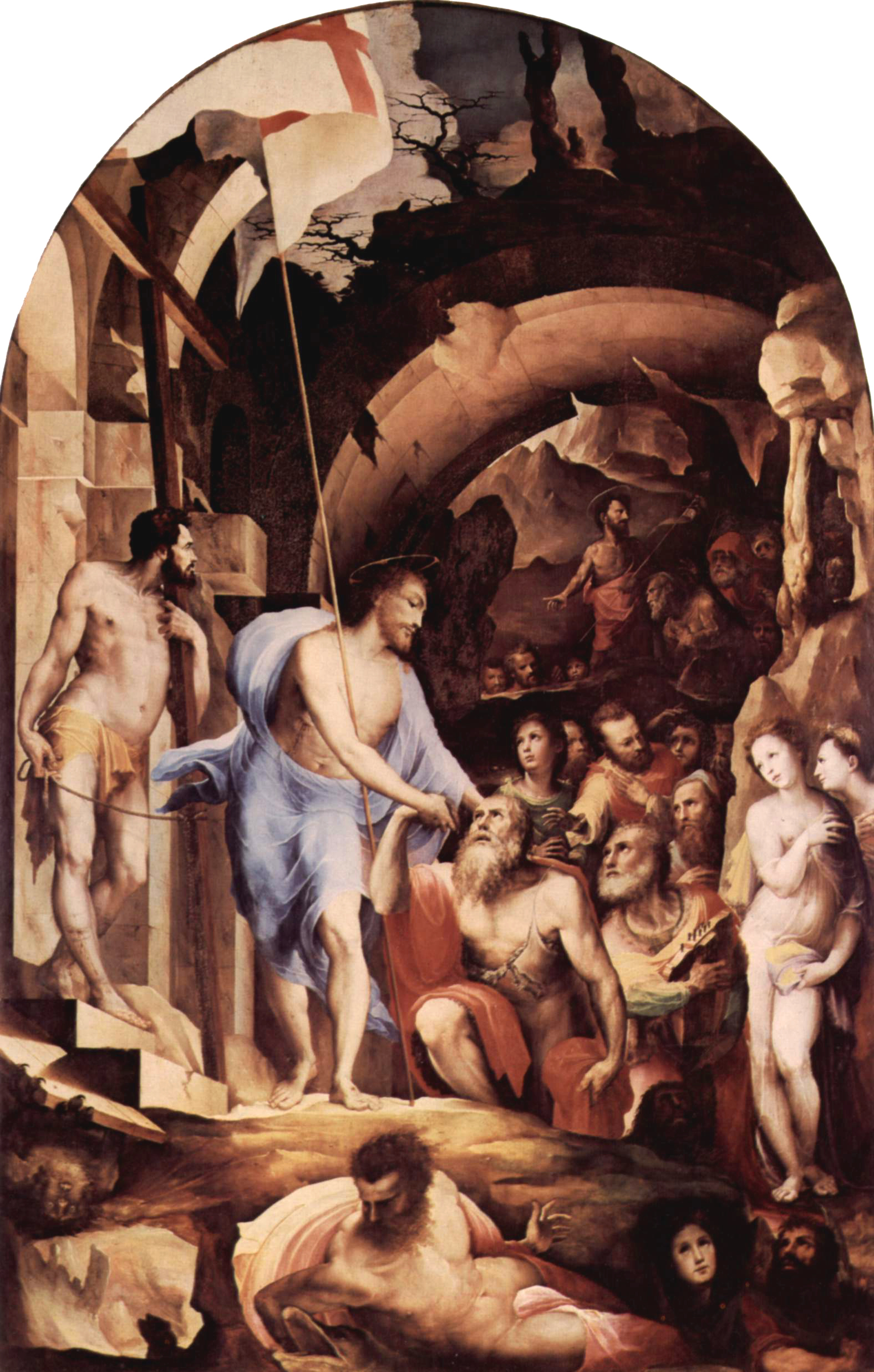
『キリストの黄泉下り』1530年-1535年の間 シエナ国立美術館所蔵
『聖痕を受ける聖フランチェスコ』1537年 ルーヴル美術館所蔵
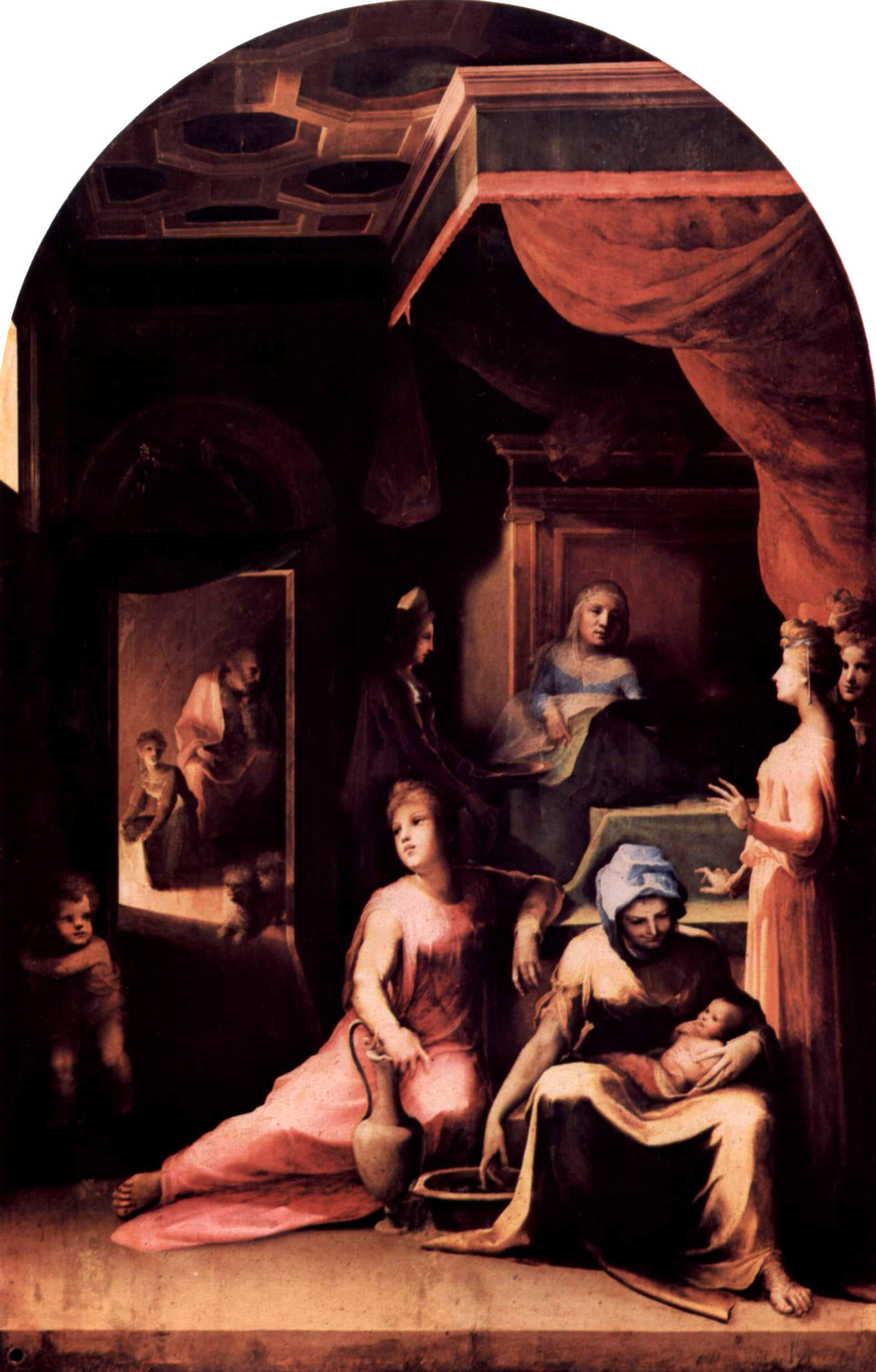
『聖母マリアの誕生』1540年-1543年 シエナ国立美術館所蔵

## 現存する作品
- シエナの聖カタリーナの神秘的結婚（1513年）ロサンゼルス、ゲティ・センター
- 聖痕を受けるシエナの聖カタリーナ（1513年）ロサンゼルス、ゲティ・センター
- 三位一体三部作（1513年）油彩、木、152 x 228 cm/シエナ絵画館
- 聖カタリーナの結婚（1514年 - 1515年）シエナ絵画館
- 聖パウロ（1515年）油彩、木、190 x 150 cm/シエナ大聖堂付属美術館
- マルシア（1519年）ナショナル・ギャラリー (ロンドン)
- シエナの聖カタリーナの聖痕（1515年）油彩、木、208 x 156 cm/シエナ絵画館
- 聖母の婚約（1518年）フレスコ、295 x 304 cm/シエナ、サン・ベルナルディーノのオラトリー
- タナキル（1519年）油彩、木、92 x 53 cm/ナショナル・ギャラリー (ロンドン)
- 自画像（1520年）
- 聖ルシア（1521年）油彩、木/シエナ絵画館
- 聖カタリーナの神秘的結婚（1521年）サンクトペテルブルク、エルミタージュ美術館[リンク切れ]
- シエナのBindi-Segardi Palaceのフレスコ画
- ローマの歴史的情景を描いたフレスコ画（1529年 - 1535年）
- 若き聖ヨハネと聖母子（1523年 - 1524年）油彩、パネル、直径86 cm/マドリッド、ティッセン・ボルネミッサ美術館
- 叛逆天使の墜落（1524年頃）油彩、木、347 x 227 cm/シエナ絵画館
- 叛逆天使の墜落（1528年頃）油彩、木、347 x 225 cm/シエナ、サン・ニコロ・アル・カルミネ教会（英語版）
- シエナの聖カタリーナの幻視（1528年）タルサ (オクラホマ州)、フィルブルック美術館
- キリストの洗礼（1528年）タルサ (オクラホマ州)、フィルブルック美術館
- キリスト降誕　アレンタウン (ペンシルベニア州)、アレンタウン美術館
- ヴァルカンと一緒のヴィーナスとクピド（1528年）ニューオーリンズ、ニューオーリンズ美術館
- 聖ヨハネと聖家族（1530年頃）油彩、パネル、直径84 cm/フィレンツェ、ウフィツィ美術館
- 聖アンと聖家族（私蔵）
- クレリアとローマの処女たちの脱出　フィレンツェ、ウフィツィ美術館
- ダタンの刑罰　ピサ大聖堂
- 『キリストの黄泉下り』のためのスケッチ（盗難）
- キリストの黄泉下り（1535年）シエナ絵画館
- モーセと金色の子牛（1536年 - 1537年）油彩、木、197 x 139 cm/ピサ大聖堂
- 説教をするシエナの聖ベルナルディーノ（1537年）パリ、ルーヴル美術館
- 聖アントニオとラバの奇跡（1537年）パリ、ルーヴル美術館
- 聖痕を受ける聖フランチェスコ（1537年）パリ、ルーヴル美術館
- 聖母の誕生（1543年）油彩、木、233 x 145 cm/シエナ・アカデミア
- 受胎告知（1545年 - 1546年）油彩、木/サルテアーノ、サンティ・マルティーノ・エ・ヴィットーリオ聖堂
- 聖母戴冠（1540年代）シエナ、サント・スピリト教会
- 聖ヨハネと聖母子（1540年）油彩、パネル、90 x 65 cm/ローマ、国立古典絵画館
- 天使と聖家族　ナショナル・ギャラリー (ワシントン)
- 聖ヨハネと聖家族　ミュンヘン、アルテ・ピナコテーク
- 天使たちの彫像（1548年 - 1550年）シエナ大聖堂司祭館
- アブラハムのスケッチ
- 聖ペテロ　木版画/クリーブランド美術館
- 天使のスケッチ（1524年 - 1525年）サンフランシスコ